# Jacques Saint-Cère
Armand-Maurice-Dieudonné Rosenthal dit Jacques Saint-Cère, né le 9 novembre 1855 à Paris et mort à Paris 17e le 29 mai 1898 est un journaliste politique, essayiste et traducteur français.

## Biographie
Né Armand Rosenthal dans l'ancien 2e arrondissement de Paris, il est le fils d'Hermine Bauer et de Charles Seligmann Rosenthal, peut-être d'origine allemande, austro-hongroise et de confession juive. En 1878, Armand possède la nationalité française puisqu'il effectue son service militaire au 24e et 19e régiment d'infanterie de ligne, en partie à Rouen.
Armand est le neveu de Bernard Bauer, qui est l'un des confesseurs de l'impératrice Eugénie et par conséquent le cousin du commandant Maurice Weil, lequel fut inquiété durant l'affaire Dreyfus.

### L'Allemagne
Selon la correspondance croisée entre Leopold von Sacher-Masoch et Octave Mirbeau, Armand Rosenthal serait dès janvier 1882 à Leipzig : il rend visite à Sacher-Masoch, directeur du périodique mensuel Auf der Höhe, Internationale Revue (tr. (de) : « Au sommet, revue internationale »), lancé par l'intellectuel allemand en octobre 1881 et où l'on trouve une défense des droits civiques pour les juifs de Saxe et les femmes allemandes (votation et droits immobiliers essentiellement). Sous le pseudonyme de « R. Armand », il devient rédacteur attitré dans cette revue (qui ne compte que 400 abonnés) d'avril 1882 à juin 1883, et on y lit entre autres que des intellectuels français comme Victor Hugo, Ernest Renan ou Émile Zola apportent leur soutien,. 
En 1883, Sacher-Masoch reçoit la Légion d'honneur du gouvernement français au cours d'une manifestation destinée à commémorer ses 25 ans de travail : il est établi qu'Armand contribue à valoriser la revue auprès d'un certain public français, ce que recherchait dès l'origine son fondateur, mais aussi qu'il s'en sert sans doute comme d'un tremplin pour asseoir sa carrière. Fidèle à sa propre conception très élaborée de l'amour, Sacher-Masoch assiste en témoin distant à la naissance d'une relation entre son épouse Wanda et Armand, ce dont il parle dans sa correspondance : « Elle devient sa maîtresse sous mes yeux, mais je n'y participe pas ». Wanda publiera bien plus tard, en 1907, un journal plus ou moins autobiographique dans lequel elle décrit Armand sans aucune animosité, mais ce document contient des contradictions. Six mois plus tard, Leopold découvre qu'Armand a détourné 3 000 marks, et il s'en plaint dans une lettre du 28 janvier 1883 : cet argent a-t-il servi à graisser la patte aux personnes influentes qui, à Paris, étaient supposées choisir Sacher-Masoch comme chevalier ? On ne sait. En juin, si l'on en croit Bernard Michel, Armand passe en Suisse avec Wanda : le couple, sans doute aux abois, aurait cherché à émettre une fausse lettre de change au nom de Sacher-Masoch. Seules certitudes : Armand et Wanda ont quitté le foyer et Leopold attaque en justice son rédacteur pour escroquerie. Mais les choses finissent par s'arranger puisque le trio est de nouveau réuni à Paris en 1886 : Wanda et Leopold sont en instance de divorce, et Armand fait venir ce dernier à Paris pour lui faire faire le tour des cercles littéraires.

### Le mondain, le germaniste et le nouvelliste
Armand est de retour à Paris sans doute avant l'année 1886 : il publie désormais entre autres sous le nom de plume de « Jacques St-Cère » — il en utilise d'autres tels que « Mitchi », ce qui à l'époque est une pratique courante —, collaborant notamment à La Vie parisienne, un hebdomadaire illustré qui renvoie le lecteur aux « indiscrétions » d'un certain milieu, les mondains ou l’aristocratie décalée et anticonformiste, anticipant la presse que l'on qualifierait aujourd'hui de « people ». En 1890, Charles Le Goffic compte Saint-Cère au rang de ces journalistes un peu trop pressés : « J’accorderai une place à part aux nouvellistes de la Vie parisienne. On ne sait point qui ils sont ; ils signent de petits pseudonymes en oup et en ip ; et l'on est bien étonné, cinq ou six ans après, quand on apprend que ces monosyllabes voulaient dire Halévy, Taine, Henry Maret, Jacques Saint-Cère, Comtesse de Martel [i.e. Gyp]. »
Dans la foulée, Saint-Cère produit en 1886 un essai sur l'Allemagne, une étude suffisamment sérieuse pour avoir semble-t-il commencé à agacer le Kronprinz Guillaume en personne. En cette même fin d'année, le 19 décembre, Sacher-Masoch accorde pour la première fois un entretien à la presse française. Signé par le nancéien Adrien Marx (1837-1906), il y rappelle avoir reçu la Légion d'honneur en 1883 et accable au passage le soutien manifesté par le chancelier Bismarck aux « mouvements antisémitiques de l'Allemagne ».
Saint-Cère entre au Figaro comme correspondant politique sur les questions étrangères. En 1888, il épouse Anna Kalish, fille du célèbre dramaturge allemand David Kalisch, et divorcée de Paul Landau qui l'avait trompée avec l'actrice Elsa von Schabelsky (1860-v.1902).
Durant près de huit années, Saint-Cère mène avec Anne la grande vie : ils reçoivent beaucoup de personnalités chez eux, des photographies en témoignent. Apparemment, Jacques est un panier percé mais ses revenus sont conséquents. La Vie parisienne lui paye 600 francs par mois ses articles ce qui est tout à fait dans la moyenne. Bientôt il écrit même pour le New York Herald Tribune qui lui offre 2 500 francs par mois, soit 500 dollars, ce qui là aussi le situe dans la moyenne des rémunérations de l'époque (c'est aussi la somme mensuelle qu'il touche au Figaro). Le problème c'est qu'il accumule les maîtresses et participe au système qui consiste à payer ses informateurs, l'ensemble de la presse internationale fonctionnant de cette façon. En 1895, il aurait accumulé pas mal de dettes, mais il n'existe aucune preuve tangible de cette assertion.

## L'affaire Max Lebaudy

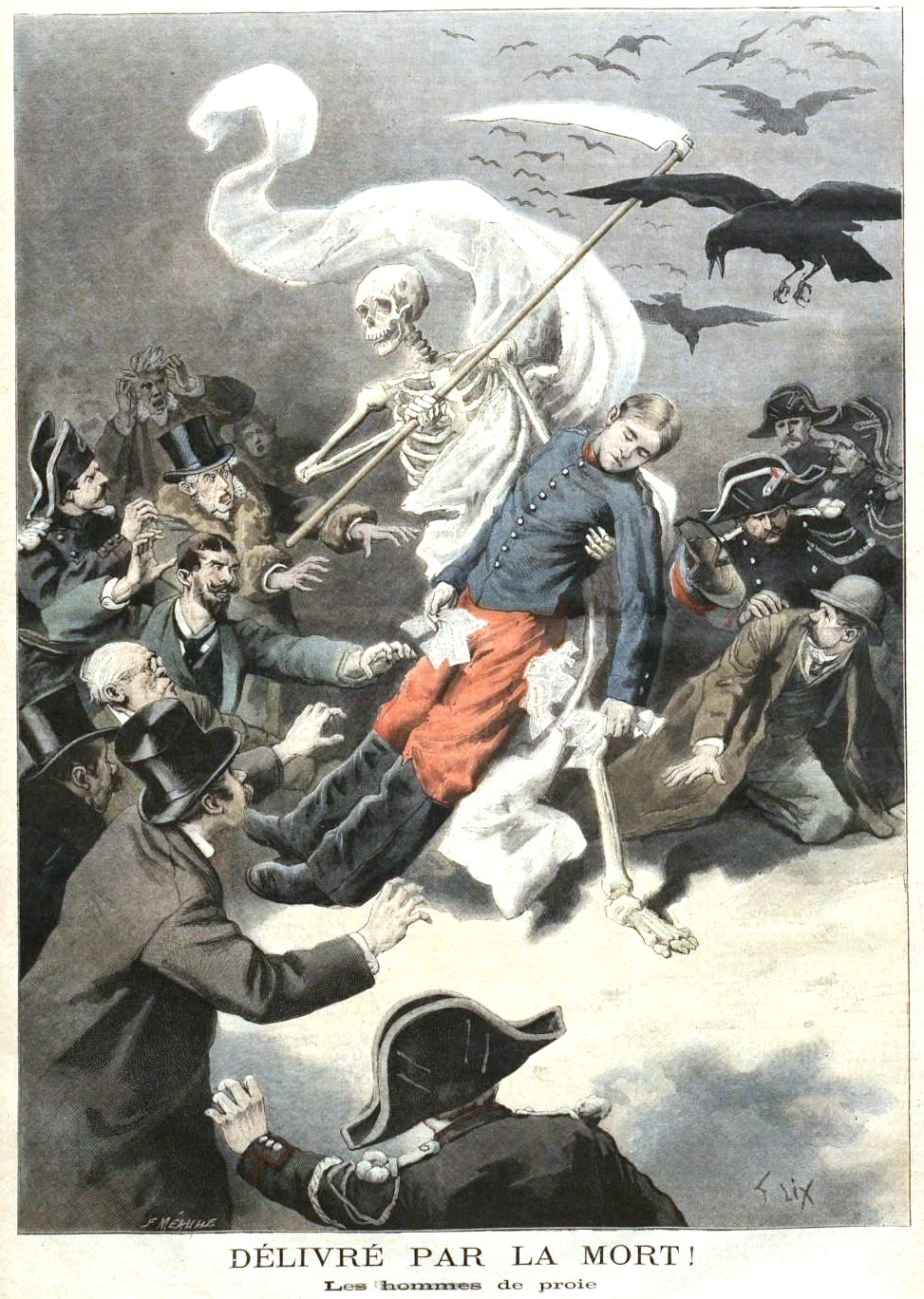
Dessin de Frédéric Lix pour le supplément illustré du Petit Journal : le « martyre de Max Lebaudy » face aux hommes sans scrupules...

Le contexte politique s'assombrit pour Jacques Saint-Cère avec l'éclatement d'abord de l'affaire Dreyfus, puis d'une autre affaire, qui met en jeu la famille Lebaudy. La première affaire met à nu au sommet de l’État ses connexions avec son cousin Maurice Weil, lequel va être soupçonné ; Jacques était très proche également de l'ancien président du Conseil Charles de Freycinet qui s'est mis à dos l'armée pour avoir entre autres abaissé la durée du service militaire. C'est dans ce climat de plus en plus délétère, où se mêle revanchisme et antisémitisme, que chaque lecteur est appelé à prendre parti pour ou contre le capitaine Dreyfus. Or l'opinion ne sait pas que derrière Jacques Saint-Cère se cache Armand Rosenthal : depuis 1886, Jacques a tout fait pour maintenir son nom secret (quelles qu'en soient les raisons — judiciaires, peur de l'antisémitisme, choix littéraire, nom du père ruiné —, c'était son droit).
Le 9 janvier 1896, Jacques est arrêté au motif de chantage et d'extorsion en association contre la personne de Max Lebaudy mort le 24 décembre 1895 : dans la même fournée, on trouve également les frères Civry (dont l'un est directeur à L’Écho de l’armée), Lionel de Cesty (agent électoral d’Édouard Drumont), le journaliste Georges de Labruyère, Joseph Chiarisolo et Alexandre des Perrières. Le « procès des 7 maîtres-chanteurs » commence alors et va durer trois mois. Sur la une des journaux le nom de naissance de Jacques Saint-Cère s'étale désormais au grand jour. La majeure partie des chroniqueurs d'alors renie avoir connu Jacques Saint-Cère, d'autres le salissent et font référence à ses origines juives ; Le Figaro fait mine de le regretter tout en le démissionnant, etc. Le voilà seul face à ses juges. L'affaire n'est pas simple : né en 1873, Max Lebaudy, fils d'un gros financier, Jules Lebaudy, mort en 1892, avait hérité d'une fortune évaluée à une trentaine de millions. Noceur et flambeur, amoureux des chevaux, mais aussi très timide, il n'était entouré depuis quelques années que de tapeurs et autres demi-mondaines. Un siècle plus tard, il est pourtant aisé de comprendre ce qui s'est réellement passé : d'une part, la Société de banque et de change qui gérait les avoirs de Max a fait faillite et son directeur, Louis Alfred Balensi, est en fuite ; d'autre part, Max de constitution fragile mais soucieux de s'émanciper et de devenir un homme, fait son armée, tombe malade, et mal soigné par les hôpitaux de l'armée, en est victime. Les juges ne se trompèrent point en relaxant une partie des prévenus, dont Jacques, qui retrouve la liberté le 26 mars contre une caution de 5 000 francs. 
Durant ce « lynchage xénophobe », son appartement est fouillé puis ses meubles saisis et Jacques passe trois mois en prison dans des conditions déplorables, ce dont il témoigne en février 1897 (son dernier article pour La Revue blanche).

## Le Cri de Paris
Jacques Saint-Cère n'a pas pour autant été abandonné par tout le monde. Quelques lettres envoyées à Octave Mirbeau témoignent que ce dernier lui garde son amitié. Est-ce lui qui lui présente Alexandre Natanson, avocat, frère de Thadée, le patron de La Revue blanche ? Toujours est-il que Jacques y débute à la fin du printemps. Il y publie douze articles jusqu'en décembre. En janvier, Alexandre et lui conviennent de développer un supplément politique à la revue : Le cri de Paris sort officiellement le 7 février des presses, Jacques y signe la plupart des articles et se montre féroce. Le programme est : « Tout savoir et tout dire ». 
Cependant, gagné par la maladie qu'il aurait peut-être contracté durant son séjour en prison, le voilà obligé de s'aliter à la fin de l'année 1897, puis en février suivant, il annonce à ses lecteurs qu'il doit se reposer. 
Il meurt, selon Natanson lui-même, dans « d'atroces souffrances », à son domicile située au 99, avenue de Villiers le 29 mai 1898 à l'âge de 42 ans, il repose au Père Lachaise. 
Alexandre Natanson signe quelques lignes de deuil dans le Cri de Paris (5 juin 1898) suivies d'un article sur le défunt signé par son ancien secrétaire, le dramaturge Maurice Donnay.
Son épouse, Anne, se remariera en 1904.

## Œuvres

### Essais et traductions
Sous le nom de Jacques Saint-Cère :
- L’Allemagne telle qu’elle est, Paris, Paul Ollendorff, 1886.
- Richard Wagner et le roi de Bavière : lettres de Wagner à Eliza Wille, traduites par Jacques Saint-Cère, Paris, A. Dupret, 1887.
- Napoléon à Sainte-Hélène. Rapports officiels du baron Stürmer, commissaire du gouvernement autrichien, trad. de l'allemand par Jacques Saint-Cère et Hanns Schlitter (éd.), Paris, À la Librairie illustrée, 1888 - lire en ligne.
- Mitchi (pseud.), Là-bas et ailleurs, Paris, Éditions de la Vie parisienne, 1890.
- Les Hamlets étrangers, Paris, éd. de la Revue d'art dramatique, s.d.
- La Noce sentimentale. Impressions vécues, Paris, Paul Ollendorff, 1897.

### Articles pourLa Revue blanche
Sont publiés de janvier à décembre 1896 :
- La Littérature et le Monde
- La question d’Égypte
- M. Herbette et les fêtes de Kiel
- Lord Dufferin
- Colonies ! colonies !
- MM. de Broglie et Clemenceau
- L'information politique
- Un lapin chinois
- La fin des États-Unis
- M. Coquelin et la question d'Orient
- Un peuple qui se défend
- M. de Bismarck, révélateur

Publié en février 1897 :
- Contribution à l'histoire de l'instruction secrète (souvenirs d'un prévenu) lire en ligne